# اوپانال
سازمان منع استفاده از جنگ‌افزار هسته‌ای در آمریکای لاتین و دریای کارائیب با نام معمول اوپانال یک سازمان بین‌المللی برای خلع سلاح هسته‌ای است. این سازمان در سال ۱۹۶۹ برای ساماندهی امور مربوط به پیمان تلاتلولکو تأسیس شد که هدف آن منع استفاده از جنگ‌افزار هسته‌ای در آمریکای لاتین و دریای کارائیب است.
اولین دبیر این سازمان لئوپولدو بنیتز اهل کشور اکوادور بود.

## کشورهای عضو
| - آنتیگوآ و باربودا - آرژانتین - باهاما - باربادوس - بلیز - بولیوی - برزیل - شیلی - کلمبیا - کاستاریکا - کوبا | - دومینیکا - جمهوری دومینیکن - اکوادور - السالوادور - گرنادا - گواتمالا - گویان - هائیتی - هندوراس - جامائیکا - مکزیک | - نیکاراگوئه - پاناما - پاراگوئه - پرو - سنت کیتس و نویس - سنت لوسیا - سنت وینسنت و گرنادین‌ها - سورینام - ترینیداد و توباگو - اروگوئه - ونزوئلا |